# 赤木野々花
赤木 野々花（あかき ののか、1990年〈平成2年〉8月8日 - ）は、NHKのアナウンサー。

## 人物
岡山県出身。岡山市立京山中学校卒業、岡山県立岡山城東高等学校音楽系（現・音楽学類）卒業、慶應義塾大学総合政策学部卒業後、2013年に入局。初任地はNHK徳島放送局。
2015年2月に、自身のコラムにて新年度からNHK大阪放送局への異動が決定したことを報告している。大阪放送局では夕方のニュースワイド『ニュースほっと関西』をメインに担当。
2017年3月24日を以て降板し、翌週の27日付で東京アナウンス室に配属された。

## 嗜好・挿話
- 苗字の読み方は「あかぎ（akagi）」ではなく「あかき（akaki）」と濁らない。

- 3歳から習い始めたハープ演奏を特技としており[7]、岡山市ジュニアオーケストラに所属して演奏会への出演経験を持つ[8][注釈 1]。

- 兵庫県神戸市で開催されているKOBE国際学生音楽コンクールに弦楽器部門で出場経験があり、中学校時代[9]、高等学校時代[10]ともに奨励賞を受賞している。

- 大学時代には第22回日本ハープコンクール（2010年）アドバンス部門に出場し、第5位となっている[11]。

- 大学在学中には第16回新橋こいち祭（2011年）の『ゆかた美人コンテスト』に出場、準グランプリに輝いた[12]。また日本テレビイベントコンパニオンとしても活動した[要出典]。

## 出演番組
☆印は現在出演（担当）中。

### 徳島放送局時代（2013年度 - 2014年度）
- 土曜スタジオパーク（2013年5月25日） - 新人お披露目
- 徳島県のニュース・気象情報
- 阿波スペシャル 大杉漣×住友紀人 ただいま、とくしま!（2013年11月29日）
- 着信御礼!ケータイ大喜利 （2014年1月19日、投稿受付センター担当者）
- 四国女子会第1弾（2015年2月27日）

### 大阪放送局時代（2015年度 - 2016年度）
- ニュースほっと関西（キャスター：2015年3月30日 - 2017年3月24日）
- 第88回選抜高等学校野球大会開会式（2016年3月20日・司会）
- 2016年リオデジャネイロオリンピック デイリーハイライト（キャスター：2016年8月14日 - 8月21日）
- 30秒芸人（司会：2016年10月15日）

### 東京アナウンス室時代（2017年度 - ）
- NHKニュースおはよう日本（キャスター：5:00 - 6:00）（2017年4月3日 - 2018年3月23日）近江友里恵と隔週交代
  - ラジオニュース（午前10時、午前11時）隔週
- 日本人のおなまえ（アシスタント：2017年4月6日 - 2022年3月17日）
- さわやか自然百景（ナレーター：2017年7月23日 - ）☆
- 今日は一日“Wedding Song”三昧（2017年10月9日）
- おやすみ日本 眠いいね!（2018年4月22日 - 2020年3月15日） - 司会
- 新世代が解く!ニッポンのジレンマ（2018年度）
- ニュース645（不定期）☆
- アーススキャナー〜宙からわかる“奇景”の謎〜（2018年5月19日）
- 月刊SHVニュース「5月号」（2018年5月27日）
- Nスペ5min.『縮小ニッポンの衝撃 労働力激減 そのとき何が』（ナレーション：2018年6月16日）
- 第46回ローザンヌ国際バレエコンクール（2018年6月24日）
- ワイルドライフスペシャル 華麗なる野生ネコの世界「ビッグキャット」（2018年6月25日）
- あなたも絶対行きたくなる!日本「最強の城」スペシャル（2018年6月30日）
- ATP賞授賞式2018（司会：2018年7月30日）
- みんなdeボッチャ!（2018年8月13日）
- 東京2020パラリンピック大図鑑 2年後のヒーロー&ヒロインを応援したくなる!（2018年8月25日）
- 第85回NHK全国学校音楽コンクール
  - 東京都コンクール 〜小学校の部〜 （2018年8月28日・FM）
  - 東京都コンクール 〜中学校の部〜 （2018年8月29日・FM）
  - 東京都コンクール 〜高等学校の部〜 （2018年8月30日・FM）
  - 関東甲信越ブロックコンクール 〜小学校の部〜 （2018年9月24日・FM）
  - 全国コンクール 〜高等学校の部〜 （2018年10月6日・FM）
  - 全国コンクール 〜中学校の部〜 （2018年10月8日・FM）
- 旅するユーロ しゃべって極める粋な旅（2018年9月24日）
- NHK音楽祭2018 NHK交響楽団（2018年10月1日）
- あなたも絶対行きたくなる!日本「最強の城」スペシャル「第2弾」（2018年12月29日）
- NHK杯 輝!!全日本大失敗選手権大会 第2回「みんながでるテレビ」（2018年2月6日）
- 世界ふれあい街歩き ちょっとお散歩（2019年2月25日 - 3月1日、6日）
- ザ・ディレクソン「in 徳島」（2019年3月2日）
- アクティブ10 プロのプロセス（2019年3月28日・29日、9月27日）
- 朝ドラ100作 ファン感謝祭（司会、2019年3月30日）[13]
- 古典芸能への招待　能楽パリ公演　能「砧」（2019年4月28日）
- サヨナラ平成!今日は一日“20代の懐メロ”三昧（2019年5月1日）
- あなたも絶対行きたくなる!日本「最強の城」スペシャル「第3弾」（2019年5月3日）
- 驚き!ニッポンの底力 「自動車王国物語3」（2019年7月13日、BSプレミアム）
- 第25回参議院議員通常選挙開票速報（サブキャスター：2019年7月21日）
- クラシックTV（2019年8月21日）
- 575でカガク!（2019年8月22日、29日）
- あさイチ
  - リポーター（2019年9月12日）
  - 「JAPA-NAVI 心がほっこり 冬の鎌倉」ナビゲーター（2020年1月23日）
- 祝賀御列の儀（権田原から赤松俊理と中継担当・2019年11月10日）
- 8Kスーパーライブ　いきものがかり（ナレーション：2019年12月8日）
- ニッポンの里山 ふるさとの絶景に出会う旅 「里山を未来へ 棚田にでかけよう 石川県 輪島市」（ナレーション・出演：2019年12月28日（BS4K）・29日（BSプレミアム）・2020年2月16日（総合））
- NHKバーチャル紅白歌合戦（2020年1月1日）
- 鑑定！どうぶつ不動産（2020年1月13日）
- うたコン（司会）（2020年3月17日 - 2025年3月11日）
- みんなの卒業式（2020年3月24日）
- あなたも絶対行きたくなる!ミステリアス古墳スペシャル（2020年3月24日）
- NHKスペシャル『“感染爆発”をどう防ぐか』（2020年4月4日）
- アーカイブス秘蔵映像でよみがえる にっぽんの廃線100（2020年5月4日・6日（総合）、8月1日・濃縮版 10月12日（BSプレミアム））
- 日本最強の城スペシャル「第6弾」（2020年7月24日）
- 首都圏情報 ネタドリ!SP「どう過ごす?withコロナの夏休み」（2020年8月7日）
- ミステリアス古墳スペシャル（2020年9月22日）
- もうすぐ!「伝説のコンサート～山口百恵」放送!!（2020年10月3日、BSプレミアム）
- 福島沖地震 特設ニュース（2021年2月13日）
- 5夜連続生放送　春よ、来い!（2022年3月29日、文京区のホテル庭園から中継）
- サタデーウオッチ9（キャスター：2022年4月2日 - 2024年3月30日）
- FIFAワールドカップ2022
  - デイリーハイライト（2022年11月22日） - アシスタント
- NHKニュースおはよう日本（金 - 日祝キャスター）[14]（2024年4月5日 - ）☆
- クローズアップ現代（2024年12月4日、2025年4月7日- 9日） - キャスター（桑子真帆の代理キャスター）